# Millport (Nova York)
Millport és una població dels Estats Units a l'estat de Nova York. Segons el cens del 2000 tenia 297 habitants.

## Demografia
Segons el cens del 2000, Millport tenia 297 habitants, 118 habitatges, i 77 famílies. La densitat de població era de 318,5 habitants/km².
Dels 118 habitatges en un 32,2% hi vivien nens de menys de 18 anys, en un 44,9% hi vivien parelles casades, en un 13,6% dones solteres, i en un 33,9% no eren unitats familiars. En el 28,8% dels habitatges hi vivien persones soles el 15,3% de les quals corresponia a persones de 65 anys o més que vivien soles. El nombre mitjà de persones vivint en cada habitatge era de 2,52 i el nombre mitjà de persones que vivien en cada família era de 3,03.
Per edats la població es repartia de la següent manera: un 25,6% tenia menys de 18 anys, un 5,7% entre 18 i 24, un 33% entre 25 i 44, un 23,6% de 45 a 60 i un 12,1% 65 anys o més.
L'edat mediana era de 38 anys. Per cada 100 dones de 18 o més anys hi havia 97,3 homes.
La renda mediana per habitatge era de 31.250 $ i la renda mediana per família de 40.500 $. Els homes tenien una renda mediana de 26.875 $ mentre que les dones 17.500 $. La renda per capita de la població era de 15.739 $. Entorn del 6,1% de les famílies i el 12,8% de la població estaven per davall del llindar de pobresa.